# Bildnis des Filippo Archinto

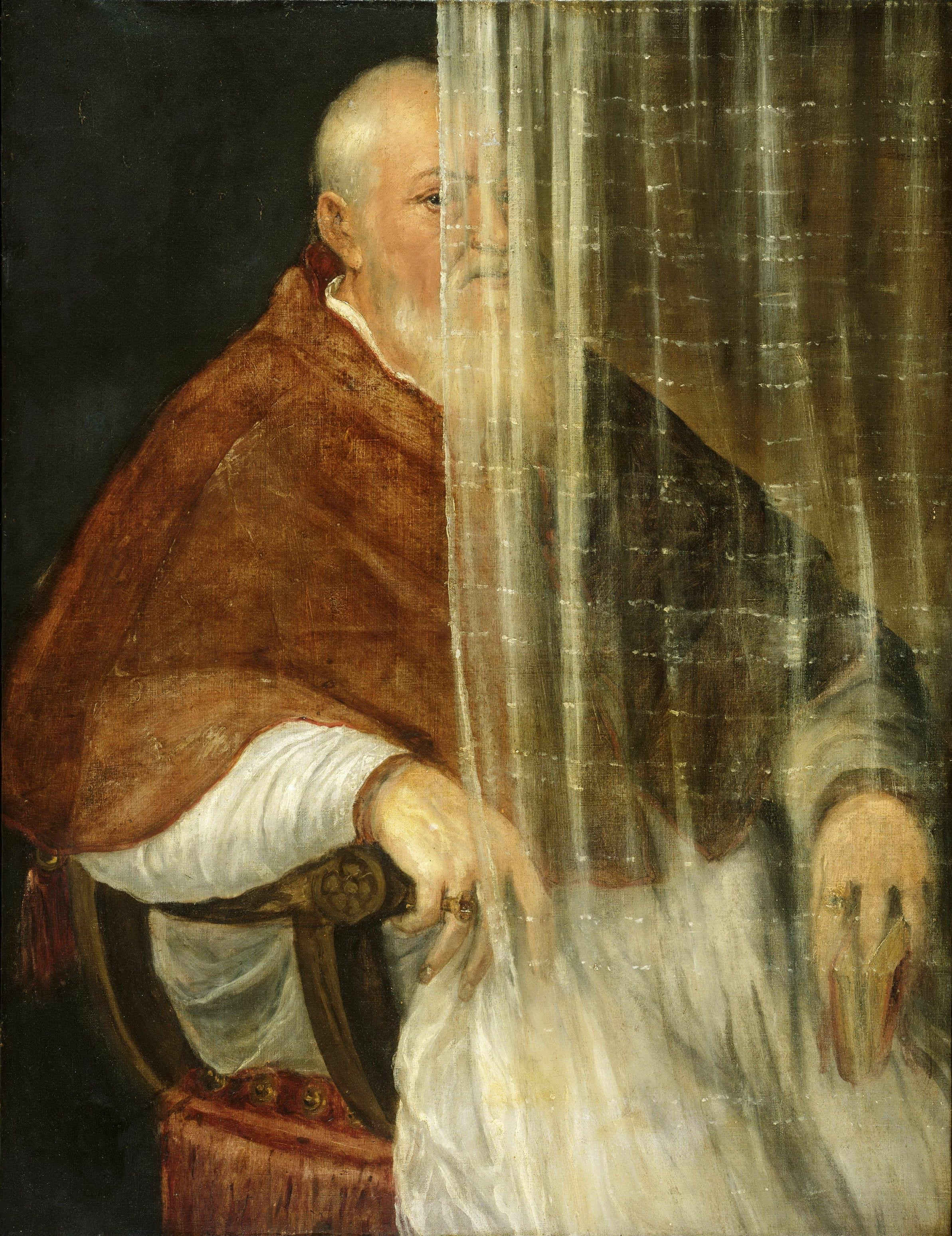
Bildnis des Filippo Archinto
März bis Juni 1558
114,8 × 88,7 cm
Öl auf Leinwand
Inv.-Nr. Cat. 204 im Philadelphia Museum of Art, Philadelphia

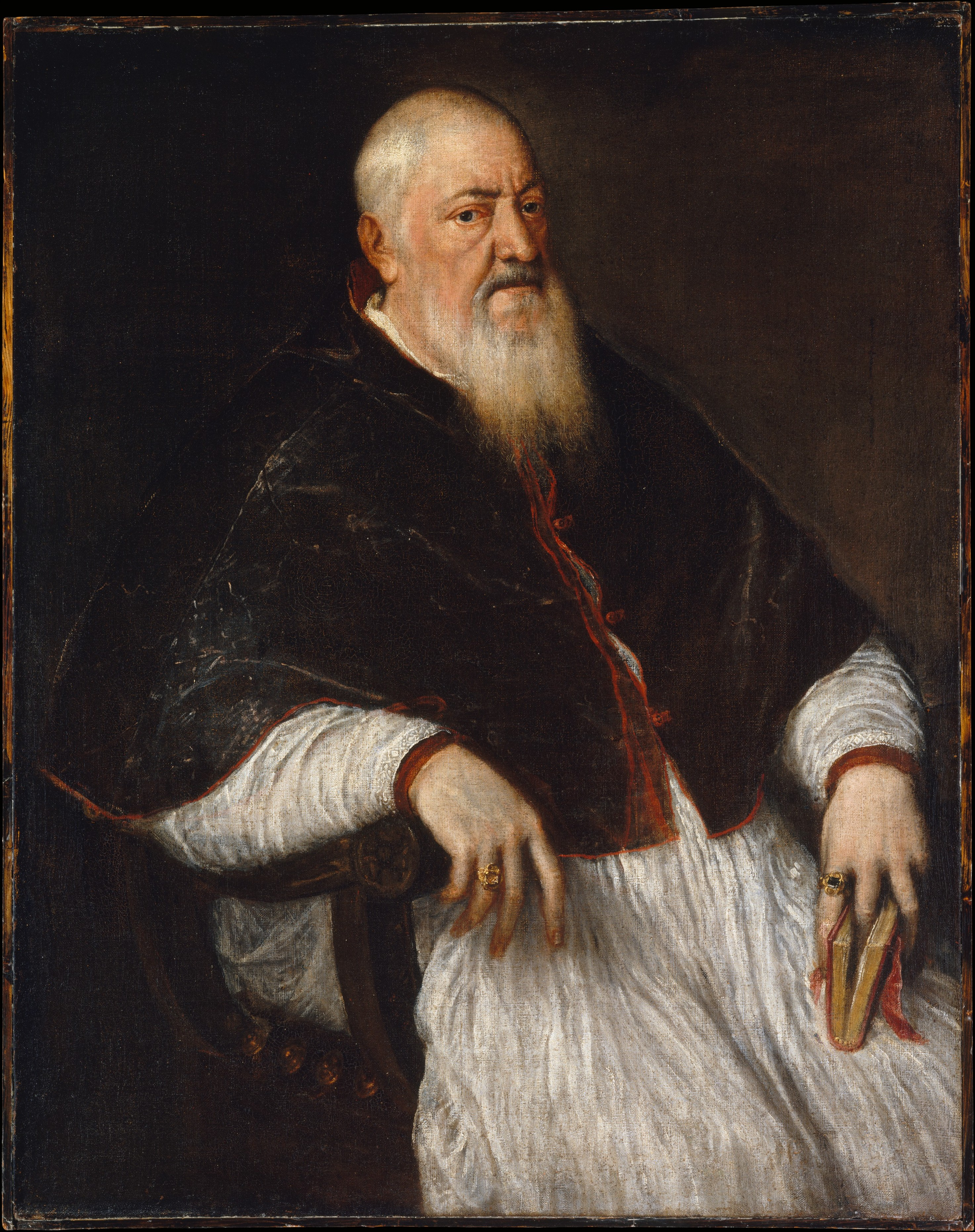
Archinto ohne Schleier.

Das Bildnis des Filippo Archinto entstand wahrscheinlich zwischen März und Juni 1558 unter der Meisterschaft des Venezianers Tizian und zeigt Filippo Archinto (5. Juli 1495 bis 21. Juni 1558), der in den Jahren 1546 bis 1554 das Amt des Erzbischofs von Saluzzo bekleidete. Durch eine dünne Gardine ist die linke Gesichtshälfte des Dargestellten verdeckt und verschleiert damit die gespaltene Persönlichkeit des Porträtierten. Das Werk mit den Maßen 114,8 × 88,7 cm ist mit Öl auf Leinwand gemalt und befindet sich heute mit der Inventarnummer Cat. 204 als Teil der John G. Johnson Collection im Philadelphia Museum of Art.
Der am 16. Dezember 1556 auf Empfehlung von König Philipp II. durch Papst Paul IV. zum Erzbischof ernannte, aber von der Regierung von Mailand nicht akkreditierte Würdenträger scheint auf dem Bild in Resignation zu verharren.

## Beschreibung
Der Betrachter sieht vor dunklem Hintergrund Filippo Archinto, seine linke Körperhälfte von einer zarten, halbdurchscheinenden Gardine verdeckt, auf einem rot-samtenen Sessel sitzend. Über einem Sticharion trägt er eine purpurfarbene Kasel, die den Blick auf seinen rechten, auf einer geschnitzten Armlehne ruhenden Arm freigibt. Am rechten Ringfinger trägt er einen steinbesetzten Bischofsring, in der Linken hält er das Buch der Verkündung, in dem der Mittelfinger als Lesezeichen dient.
Vor seinem Körper hängt ein zartes, halbtransparentes Tuch, dessen Saum genau durch sein rechtes Auge läuft und nach unten sein rechtes Knie zu berühren scheint, welches das Tuch ein wenig weiter öffnet und dadurch auch seinen Ringfinger zeigt, der sonst hinter dem Stoff verborgen wäre. Die Gesichtszüge sind durch den deutlichen Faltenwurf nur schemenhaft zu erkennen. Der Gesichtsausdruck ist entspannt, womöglich wartet der Porträtierte.

## Urheberschaft und Provenienz
Die Urheberschaft dieses Bildes sowie die der Version ohne den halb-verdeckenden Schleier, die heute Bestandteil der Altman Gallery der Met ist, ist weiterhin strittig. Die Übereinstimmungen beider Werke sind so frappierend, dass man lange Zeit eines von beiden für eine Kopie des anderen hielt. Beide Gemälde waren bis 1863 im Besitz der Mailänder Familie Archinto und gingen in die Sammlung von Italico Brass in Paris über. In dem damaligen Ausstellungskatalog wurde das Bild mit Schleier richtigerweise als von Tizian, das ohne Schleier fälschlicherweise als von Leandro Bassano tituliert. Das rechte Ohr war beschädigt und wird zu dieser Zeit restauriert worden sein. Mit dem Verkauf des Altman-Bildes 1913 an die Met rückten die beiden Bilder in den Blickpunkt der Gelehrten. Die folgende Tabelle gibt die unterschiedlichen Ansichten der Gelehrten wieder:
| Fachmann                         | Zeitpunkt, Veröffentlichung in | Johnson Collection                                                 | Altman Collection                                                  |
| -------------------------------- | ------------------------------ | ------------------------------------------------------------------ | ------------------------------------------------------------------ |
| Oskar Fischel                    | 1907                           | „schwache Kopie“ anderer Hand                                      | Tizian (1554–1556)                                                 |
| Bernard Berenson                 | 1913                           | Tizian (1554–1556)                                                 | Tizian (1554–1556)                                                 |
| Wilhelm Suida                    | 1933, The Burlington Magazine  | „Datierung unklar“                                                 | „Datierung unklar“                                                 |
| Hans Tietze                      | 1950                           | führt keines der beiden Werke in seinem Tizian-Werkverzeichnis auf | führt keines der beiden Werke in seinem Tizian-Werkverzeichnis auf |
| Rodolfo Pallucchini (1908–1989)  | 1969                           | Tizian, 1559                                                       | Kopie, 1559                                                        |
| Francesco Valcanover (1926–2016) |                                | „nur zugeschrieben“                                                | „nur zugeschrieben“                                                |

1909 ging das Gemälde an den amerikanischen Juristen und Kunstsammler John G. Johnson. Sein Vermächtnis ging an das Philadelphia Museum of Art.

## Deutung
Das Werk steht weitgehend am Anfang einer Vielzahl von Motiven, die als Theorie des Bildakts das „Wechselspiel zwischen Zeigen und Verbergen, Verhüllen und Enthüllen“ illustrieren. In der Art dieser Darstellung ist somit auch politisches Kalkül, wenn nicht gar Propaganda im Spiel. „Nicht enthüllen, wenn dir die Freiheit lieb ist, denn mein Antlitz ist der Kerker der Liebe.“ Dieses Zitat Leonardo da Vincis richtet sich an den potentiellen Betrachter eines Bildes, das der im christlichen Bildkult entwickelten Praxis entspricht, „besonders heilsbringende Bildwerke zu verhüllen, um sie nur an hohen Festtagen den Blicken freizugeben.“
Die drei in einem rechtwinkligen Dreieck angeordneten wesentlichen Bildmerkmale Rechtes Auge, Bischofsring und das kleine Buch werden durch die teilweise Verhüllung symptomatisch verklärt: Der Ring ist frei zu sehen, das Auge halb verdeckt und das Buch ganz verhüllt. Horst Bredekamp sieht darin einen Hinweis darauf, dass er den Ring bereits trägt, das Amt also innehat, aber in der Ausübung des Amtes behindert ist, dieses Bilddokument also ein Zeugnis des Scheiterns sei.
Es gäbe aber auch eine andere Deutung: Das rechte menschliche Auge galt lange Zeit als das Auge der Gerechtigkeit, dem nichts verborgen bleibe. Hier erhielte Leonardos Spruch zur Enthüllung eines Bildes eine drohende Konnotation, indem der Betrachter in diesem Falle „vom vollen Augenschein erfasst und damit in Gefangenschaft des Bildes genommen würde“. Franz-Joachim Verspohl deutet dies ikonografisch als Bild Moses, der die Augen ob des göttlichen Scheins mit einem Schleier bedecken musste. Der Betrachter würde „vom vollen Augenschein erfaßt und in Gefangenschaft des Bildes genommen“ werden. Damit wäre auch erklärt, warum Tizian das Bildnis Filippo Archintos vorher auch ohne den Schleier gemalt hatte.
Eine noch tiefergehende Erklärung zu dieser Theorie könnte durch den Aspekt der „Zwei-Seiten-Lehre“ des Körpers geliefert werden, die von dem Universalgelehrten Gerolamo Cardano stammt. Archinto hat dessen Lehren und wohl auch dessen Hauptwerk De vita propria gekannt und ihn zu Lebzeiten gefördert. Nach diesen Schriften sei die linke Seite die des geistigen Aufstiegs, die rechte sei mit der Verdammung gleichzusetzen. Wenn Tizian mit diesem Porträt darauf anspielte, wäre es eine gemalte Reflexion der Warnung Leonardos. Doch ganz gleich, ob den hier genannten Personen diese Zusammenhänge so klar gewesen sind, alle dürften sie ähnlichen Überlegungen entspringen.